# Landauer Hütte
Die Landauer Hütte am Zimmerbrunnen ist eine von der Sektion Landau des Pfälzerwald-Vereins bewirtschaftete Schutzhütte im Pfälzerwald. Sie befindet sich im südlichen Teil der Haardt auf einem Zimmerplatz genannten Sattel zwischen dem Roßberg (637 m) im Norden und dem Orensberg (581 m) im Süden bzw. dem Hainbachtal im Osten und dem Dernbachtal im Westen. Die Hütte liegt auf einer Höhe von 460 m. Mit den anderen Häusern des Pfälzerwald-Vereins ist es seit 2021 mit dem Eintrag Pfälzerwaldhütten-Kultur Bestandteil des Immateriellen Kulturerbes in Deutschland der deutschen UNESCO-Kommission.

## Geschichte
Im 13. Jahrhundert wurde der Platz von den Zimmerleuten für den Bau der knapp einen Kilometer entfernten Burg Neuscharfeneck genutzt. Daher stammt der Name Zimmer(manns)platz. Später befand sich an dieser Stelle der Burggarten, in dem Gemüse und Gewürze angebaut wurden.
Die erste Landauer Hütte wurde 1908 durch die Ortsgruppe Landau des Pfälzerwald-Vereins auf dem Zimmer(manns)platz errichtet. Die anfangs  offene Hütte wurde 1921 zu einer verschließbaren Hütte umgebaut. Am 19. März 1922 begann der zunächst nur sonntägliche Bewirtschaftungsbetrieb. Wegen des hohen Besucherandrangs wurde im Sommer 1923 der Ausbau der Hütte begonnen, der im August 1924 abgeschlossen wurde.
Während des Ersten Weltkriegs wurde die Hütte sehr in Mitleidenschaft gezogen und konnte nur langsam wieder aufgebaut werden. Am 2. November 1930 wurde nach dem Abzug der Franzosen eine „Befreiungslinde“ vor der Hütte gepflanzt. Die Landauer Hütte wurde während des Zweiten Weltkriegs bis zum Kriegsende durchgehend bis auf eine kurze Besetzung durch eine Flak-Staffel der Wehrmacht vom Pfälzerwald-Verein genutzt. Nach Kriegsende wurden die Vereinstätigkeiten durch die französische Besatzung untersagt, die Hütte wurde dem Verfall preisgegeben.
Die Sanierung der Hütte begann im September 1948, nachdem der Verein neu gegründet wurde und die Zulassung erhielt. Nach dem Wiederaufbau wurde der Bewirtschaftungsbetrieb am 7. April 1949 wieder aufgenommen. In den 60er Jahren wurde die Hütte weiter ausgebaut und ein offener Schuppen errichtet. Von März bis Dezember 1987 wurde die Hütte generalsaniert und abermals mit einem Anbau erweitert.

## Zugänge und Wanderungen
Die Hütte kann nur zu Fuß erreicht werden. Sie liegt an einem Kreuzungspunkt dreier Wanderwege, so dass sie aus sechs Richtungen erreicht werden kann. Der kürzeste Aufstieg von Dernbach kann in etwa 45 min bzw. vom auf dem Weg liegenden Wandergasthof Dernbacher Haus in etwa 30 min bewältigt werden. Vom Norden her kann die Hütte von der Passhöhe Drei Buchen oder aus dem Modenbachtal über den Dreimärker in jeweils etwa einer Stunde erreicht werden. Vom Süden her erfolgt der Aufstieg von Frankweiler durch das Hainbachtal bzw. von Albersweiler über das Schwelterbachtal. Der Prädikatswanderweg Pfälzer Weinsteig führt direkt an der Hütte vorbei.
Sehenswürdigkeiten in der Nähe der Hütte sind die Ruine der Burg Neuscharfeneck und der am Orensberg gelegene Orensfelsen. Die benachbarten Hütten des Pfälzerwaldvereins sind das Waldhaus Drei Buchen, die Trifelsblick-Hütte, die St.-Anna-Hütte und die Ringelsberghütte.

## Medien
2012 war die Hütte einer von mehreren Drehorten der Tatort-Folge Der Wald steht schwarz und schweiget mit Ulrike Folkerts und Andreas Hoppe als die Kommissare Lena Odenthal und Mario Kopper.